# Giulia Nadruz
Giulia Nadruz (São Paulo, 21 de julho de 1991) é um atriz, cantora e dubladora brasileira, mais conhecida pelos seus trabalhos no meio teatro musical..
Giulia já atuou em mais de 20 peças, sendo reconhecida pelos seus papéis em "Ghost, o Musical" como Molly, "Barnum, o Rei do Show" como Jenny e em "West Side Story" como Maria. Em 2023, Giulia foi confirmada como a protagonista da nova adaptação do musical "Funny Girl". .

## Carreira

### Televisão
| Ano  | Título                     | Personagem        |
| ---- | -------------------------- | ----------------- |
| 2016 | A Secretária do Presidente | Adélia/Penélope   |
| 2017 | Dois Irmãos                | Zahia             |
| 2017 | A História Bêbada          | Chiquinha Gonzaga |
| 2024 | O Som e a Sílaba           | Jeannie Procter   |

### Teatro
| Ano  | Título                           | Personagem     |
| ---- | -------------------------------- | -------------- |
| 2013 | Shrek, o Musical                 | Fiona          |
| 2015 | Chaplin, o Musical               | Oona O´Neill   |
| 2016 | Cinderella                       | Gabrielle      |
| 2017 | Ghost, o Musical                 | Molly Jensen   |
| 2018 | MPB - Musical Popular Brasileiro | Clara          |
| 2019 | Tick, Tick, Boom!                | Susan          |
| 2019 | O Fantasma da Ópera              | Christine Daaé |
| 2022 | Menu                             | Laura          |
| 2022 | Barnum, o Rei do Show            | Jenny Lind     |
| 2022 | West Side Story                  | Maria          |
| 2023 | Funny Girl                       | Fanny Brice    |

### Dublagem
| Ano         | Título                                   | Personagem          | Observações       |
| ----------- | ---------------------------------------- | ------------------- | ----------------- |
| 2007 - 2013 | Skins                                    | Michelle Richardson | Série de TV       |
| 2017        | A Bela e a Fera                          | Bela                | Filme             |
| 2017        | Piratas do Caribe: A Vingança de Salazar | Carina Smyth        | Filme             |
| 2017        | Viva: A Vida é uma Festa                 | Agente de partida   | Filme de animação |
| 2019 - 2020 | Princesas Disney: Comics                 | Bela                | Série de animação |
| 2020        | Love Life                                | Emily Savitisky     | Série de TV       |

## Prêmios
| Ano  | Cerimônia                        | Categoria                           | Trabalho                         | Resultado |
| ---- | -------------------------------- | ----------------------------------- | -------------------------------- | --------- |
| 2014 | Prêmio Bibi Ferreira 2014        | Melhor Atriz em Musical             | Shrek, o Musical                 | Indicada  |
| 2015 | Prêmio Bibi Ferreira 2015        | Melhor Atriz Coadjuvante em Musical | Chaplin, o Musical               | Indicada  |
| 2016 | Prêmio Bibi Ferreira 2016        | Melhor Atriz Coadjuvante em Musical | Cinderella                       | Indicada  |
| 2017 | Prêmio Bibi Ferreira 2017        | Melhor Atriz em Musical             | Ghost, o Musical                 | Indicada  |
| 2018 | Prêmio Destaque Imprensa Digital | Destaque Atriz Coadjuvante          | MPB - Musical Popular Brasileiro | Indicada  |
| 2021 | Prêmio Destaque Imprensa Digital | Destaque Atriz Coadjuvante          | Barnum – O Rei do Show           | Venceu    |
| 2022 | Prêmio Bibi Ferreira 2022        | Melhor Atriz Coadjuvante em Musical | Barnum – O Rei do Show           | Indicada  |
| 2022 | Prêmio Destaque Imprensa Digital | Destaque Atriz                      | West Side Story                  | Indicada  |
| 2023 | Prêmio Bibi Ferreira 2023        | Melhor Atriz em Musical             | West Side Story                  | Indicada  |